# (103) Hera
(103) Hera – planetoida występująca w pasie głównym planetoid.

## Odkrycie
Została odkryta 7 września 1868 roku w Detroit Observatory w mieście Ann Arbor przez Jamesa Watsona. Planetoida nazwana została na cześć Hery – żony Zeusa, królowej Olimpu w mitologii greckiej.

## Orbita
(103) Hera jest obiektem o średnicy ok. 91 km, krążącym w średniej odległości 2,7 jednostek astronomicznych od Słońca, na którego okrążenie potrzebuje prawie 4 lat i 161 dni. Wykonuje jeden pełny obrót wokół własnej osi w czasie niecałej doby.